# Русская (водка)
«Русская» — советская и российская марка водки. Самый распространенный крепкий алкогольный напиток времен СССР.

## История
Рецептура водки «Русская» была разработана в 1967 году технологами Ленинградского ликеро-водочного завода Л. В. Миловановой и П. С. Родионовой и вошла в «легендарный» рецептурник 1981 года «РЕЦЕПТУРЫ ЛИКЕРО-ВОДОЧНЫХ ИЗДЕЛИЙ И ВОДОК».
«Русская» водка перегоняется с небольшим количеством корицы.
В это время в СССР был введен новый стандарт на ректифицированный спирт, что автоматически ужесточило требования к содержанию посторонних примесей в водках. Принципиальным отличием «Русской» от более ранних отечественных водок стало использование новой технологии очистки продукта от вредных примесей. На фоне общего уровня технологического состояния алкогольной отрасли в 60-е годы XX века это было серьёзное новаторское решение, которое позволило улучшить и вкусовые показатели, и качество водки в целом.
В том же 1967 году водка «Русская» получила золотую медаль на выставке в Лейпциге.
Товарный знак «Русская» был зарегистрирован в 1969 году в России и других странах.
Масштабное производство водки «Русская» началось в 1977 году, и за несколько лет эта водка стала самым продаваемым крепким алкогольным напитком в мире. В 1982 году было продано 187 млн коробов водки Russkaya (данные Госкомстата СССР) — абсолютный рекорд за всю историю водки и крепких алкогольных напитков. А узнаваемость бренда, согласно опросам общественного мнения, достигла к 2005 году 90,9 %.

## Награды
- 1967 г. — Лейпциг, золотая медаль;
- 1977 г. — Пловдив, большая золотая медаль;
- 2009 г. — Золотая медаль на международной выставке «Продэкспо-2009».

## Товарный знак
Правообладателем группы товарных знаков, содержащих словесный элемент «Русская» (№ 38389, 254171, 269165, 312401, 309232), а также свидетельства на общеизвестный товарный знак №40 от 05.12.2005 г. (зарегистрировано по 33 классу МКТУ) является Федеральное казенное предприятие «Союзплодоимпорт».

## Производство
В 2006 году права на производство водки «Русская» получила группа Компаний «Заводы ГРОСС»
С 2010 года производством и дистрибуцией «Русской» по лицензионному договору занималось ОАО «Росспиртпром»
С 2017 года водка «Русская» производится на мощностях ООО «БрянскСпиртПром»
В 2018 году у водки «Русская» появился свой сайт

## Интересные факты
В кадре советского фильма «Москва слезам не верит» (1979 год), в сцене застолья на даче на столе стоит водка «Русская» образца 70-х годов XX века[значимость факта?]